# Olios brachycephalus
Olios brachycephalus là một loài nhện trong họ Sparassidae.
Loài này thuộc chi Olios. Olios brachycephalus được George Newbold Lawrence miêu tả năm 1938.